# Acanthocobitis
Acanthocobitis es un género de peces de la familia Balitoridae en el orden de los Cypriniformes.

## Especies
Las especies de este género son:
- Acanthocobitis botia (Hamilton, 1822)
- Acanthocobitis mandalayensis (Rendahl, 1948)
- Acanthocobitis mooreh (Sykes, 1839)
- Acanthocobitis pavonacea (McClelland, 1839)
- Acanthocobitis pictilis Kottelat, 2012
- Acanthocobitis rubidipinnis (Blyth, 1860)
- Acanthocobitis urophthalmus (Günther, 1868)
- Acanthocobitis zonalternans (Blyth, 1860)